# Seututie 970
Pour les articles homonymes, voir Route 970.
La route régionale 970 (finnois : Seututie 970) est une route régionale allant du village de Karigasniemi à Utsjoki jusqu'à Nuorgam en Finlande.

## Description
La Seututie 970 est une route régionale dans la municipalité d'Utsjoki en Laponie.
La route, longue de 148 kilomètres, va de Karigasniemi sur la rive sud du fleuve Teno jusqu'à Nuorgam.
Passant la frontière à Nuorgam, la route continue vers Tana, en Norvège, sous le nom de route régionale 895 (no). 
À Nuorgam, c'est la route la plus au nord de la Finlande et de l'Union européenne.
La route régionale 970 est connue pour ses beaux paysages.

## Parcours
- Karigasniemi, Utsjoki
- Utsjoki
- Nuorgam

## Galerie

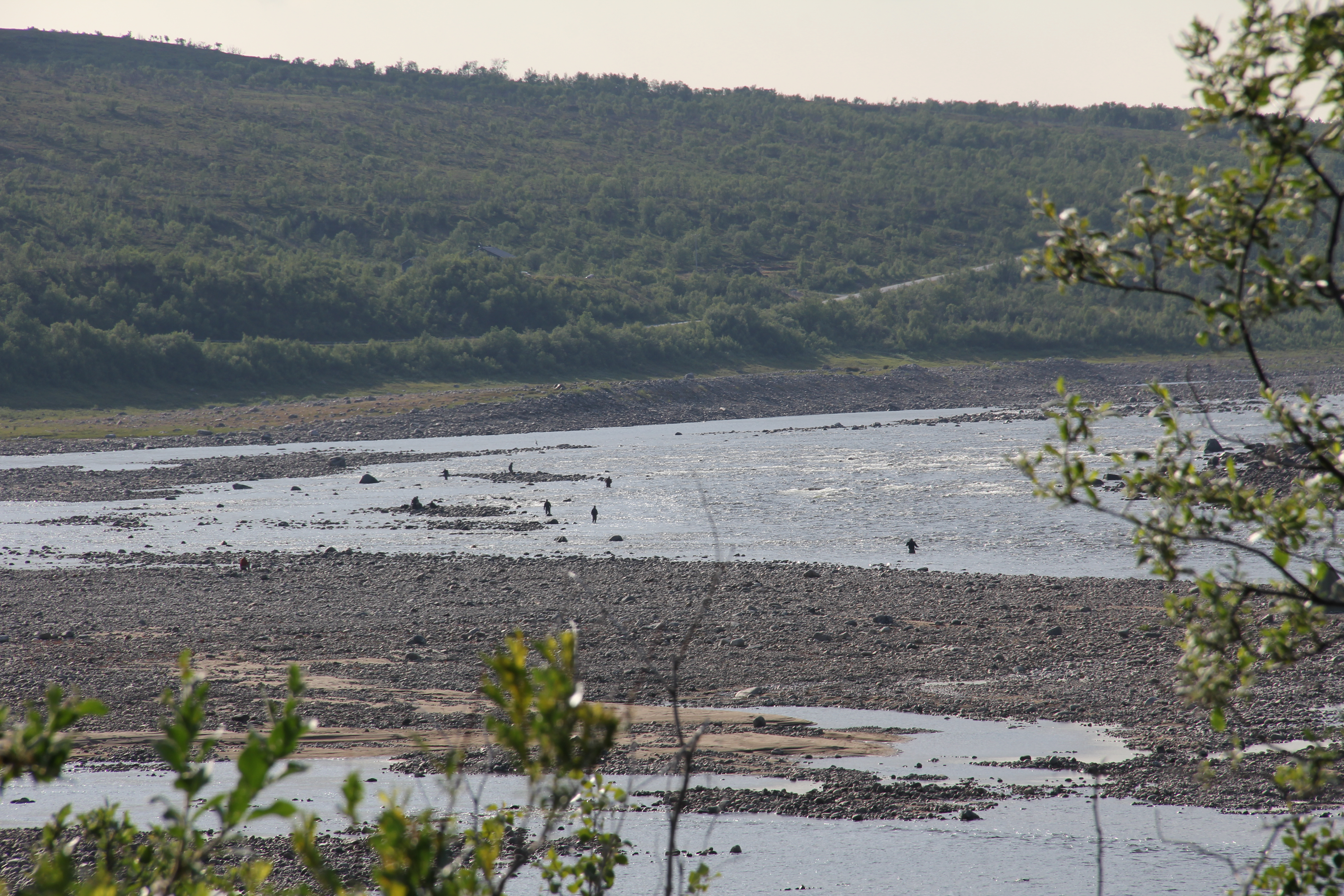
Le fleuve Teno.
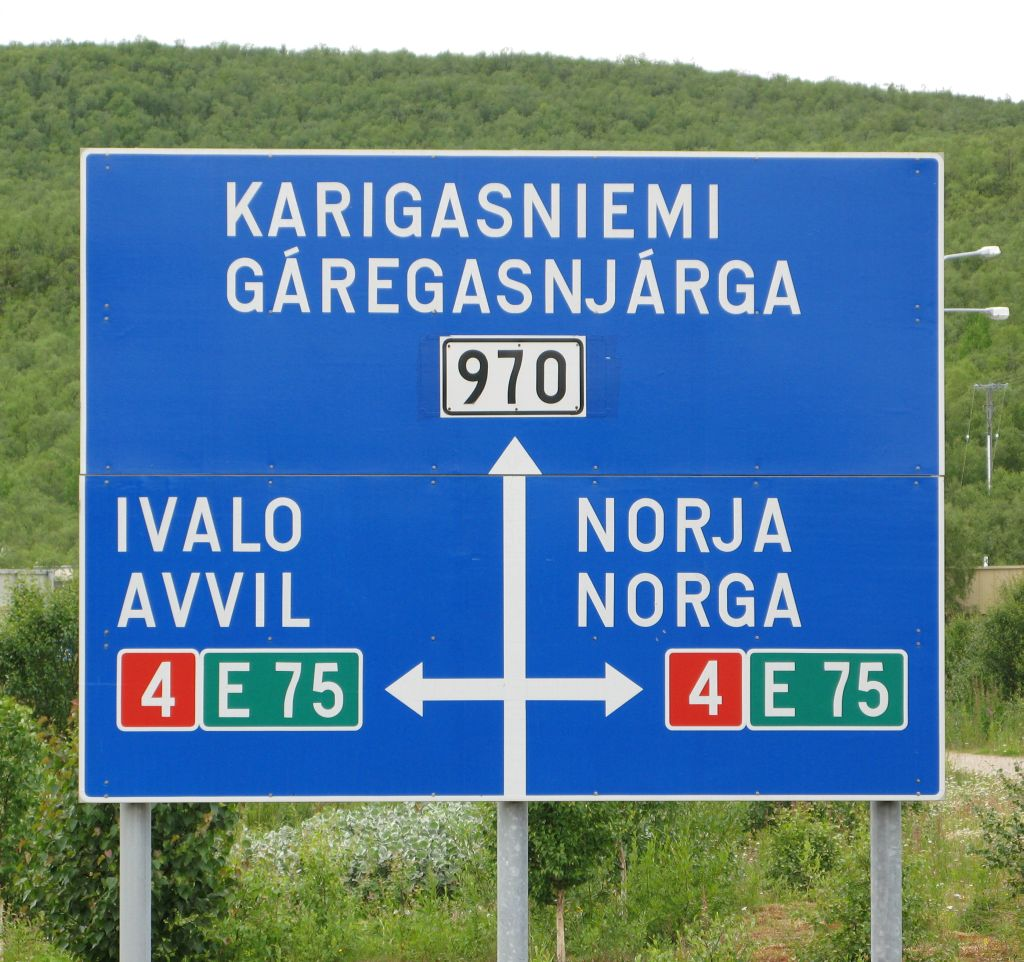